# Cuestión del Ruhr

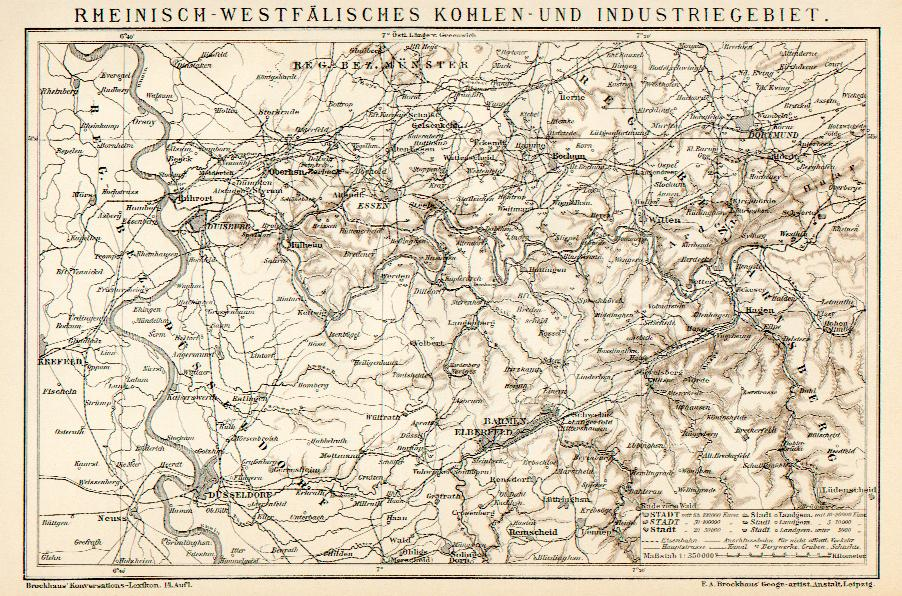
Mapa de la zona industrial y del carbón de Renania-Westfalia, 1896

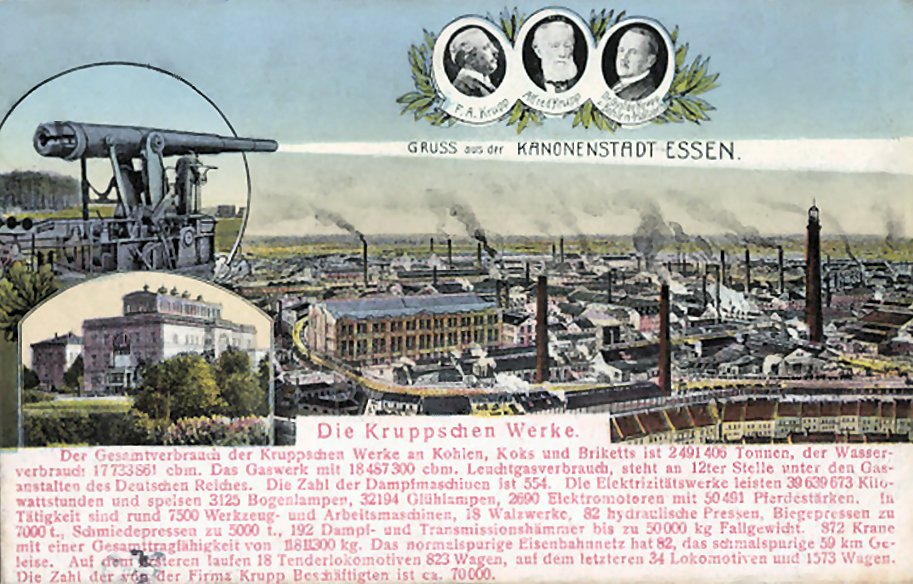
“Saludos desde la ciudad de los cañones de Essen” (tarjeta postal con la imagen de las “obras Krupp”, 1913) – La postal coquetea con la potencia de un cañón de ferrocarril Krupp, en cuyo rayo están inscritas las palabras de saludo.

La cuestión del Ruhr fue un tema político que las potencias victoriosas incluyeron en la agenda política después de la Primera y la Segunda Guerra Mundial para decidir cómo abordar el considerable potencial económico y tecnológico de la zona industrial del Rin y el Ruhr. El control de esta zona industrial representaba una preocupación de política y seguridad nacional particularmente perseguida por Francia, tras el importante papel de esta región durante la guerra franco-prusiana y las guerras mundiales, ya que el potencial económico y tecnológico concentrado en el Rin y el Ruhr influyó militarmente en el Reino de Prusia.  El Imperio alemán los había puesto en condiciones de amenazar, luchar y ocupar Francia. La cuestión del Ruhr estuvo vinculada a la cuestión del pago de las deudas de guerra entre aliados, la cuestión alemana y el Estatuto del Sarre. Estrechamente relacionadas con esto estuvieron la ocupación aliada de Renania (1919-1930), la ocupación del Ruhr (1923-1924/1925), la fundación del estado de Renania del Norte-Westfalia (1946), el Plan Monnet (1946-1925). 1950), el Plan Marshall (1948-1952), la Autoridad Internacional para el Ruhr (1949-1952), la Declaración Schuman (1950) y la fundación de la Comunidad Europea del Carbón y del Acero (1951). El tratamiento político de la cuestión del Ruhr se denomina política del Ruhr. Para una visión más amplia de Renania, su ocupación y los intentos de fundar una República Renana que tuvieron lugar allí en 1923, se utilizan los términos cuestión del Rin y del Ruhr o cuestión del Rin-Ruhr.  

## Historia

### Ocupación del Ruhr

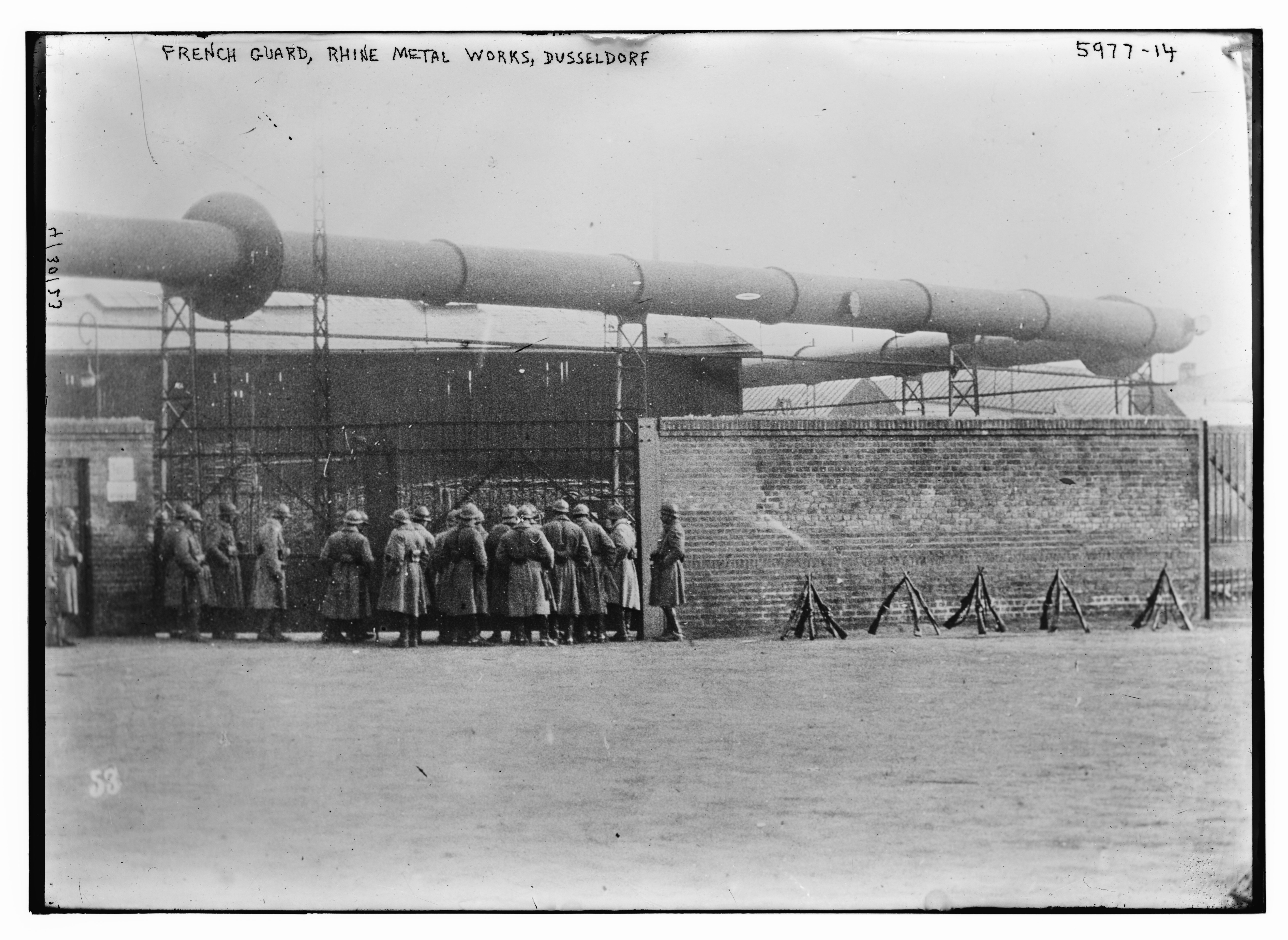
Soldados franceses durante la ocupación del Ruhr en las instalaciones de la empresa Rheinmetall en Düsseldorf

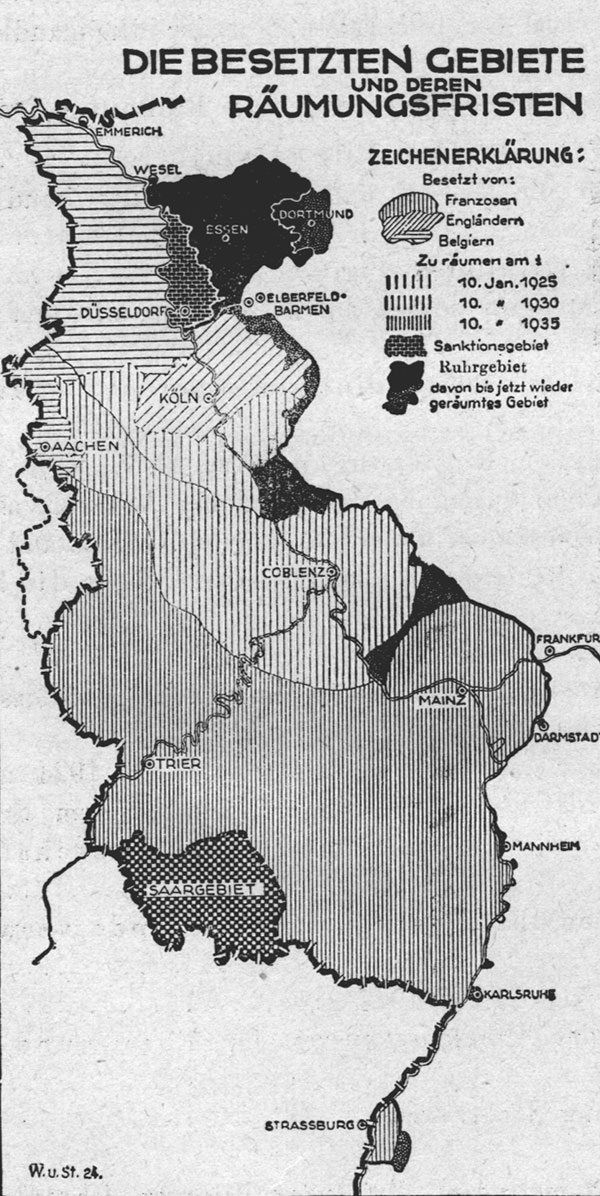
Zona de ocupación del Ruhr y Renania (1923)

Ya a principios de los años 1920, la cuestión del Ruhr era un tema importante en las disputas germano-francesas, ya que desde la perspectiva francesa, la zona y gran parte de las industrias en el Rin y el Ruhr, por ejemplo la industria armamentista en las fábricas de Krupp en Essen y Rheinmetall en Düsseldorf fueron consideradas "el arsenal de Alemania". Después de que Francia hubiera experimentado traumáticamente su fuerza en la guerra franco-prusiana de 1870/1871 y en la Primera Guerra Mundial de 1914-1918, en las negociaciones que condujeron al Tratado de Versalles en 1919, Francia inicialmente se propuso crear una glacis de seguridad en Alemania mediante la cesión de la margen izquierda del Rin. Finalmente, pudo realizar aspectos de esta demanda en forma de una amplia desmilitarización y restricciones de armas para Alemania y en una ocupación aliada de Renania. Además, Francia, en cooperación con las otras potencias victoriosas, pudo imponer importantes reparaciones a Alemania por los daños causados en la Primera Guerra Mundial. Las reparaciones tenían como objetivo reducir las deudas de guerra entre aliados mediante el reembolso de préstamos concedidos durante la Primera Guerra Mundial, principalmente por Estados Unidos, para financiar la guerra. Si el Reich alemán no cumplía con las exigencias de reparación, las negociaciones sobre el plan de pago de Londres amenazaban con ocupar la zona del Ruhr, entonces entendida como la zona industrial y carbonífera de Renania-Westfalia, con Lippe en el norte, Dortmund en el este y Düsseldorf en el sur. Cuando Alemania no pagó las reparaciones, Francia y Bélgica comenzaron a ocupar las ciudades de Düsseldorf, Duisburg y Ruhrort en 1921 y el resto del área del Ruhr hasta Dortmund en el este en 1923. La ocupación del Ruhr -incluido el control de fábricas y minas- duró hasta 1924, cuando se alcanzó un nuevo acuerdo a través del Plan Dawes. En Düsseldorf, donde el depósito de acero confiscado había servido como centro de mando para la ocupación del Ruhr, la retirada del ejército francés no se produjo hasta el 25 de agosto de 1925.

### Reorganización de Alemania y Europa después de la Segunda Guerra Mundial

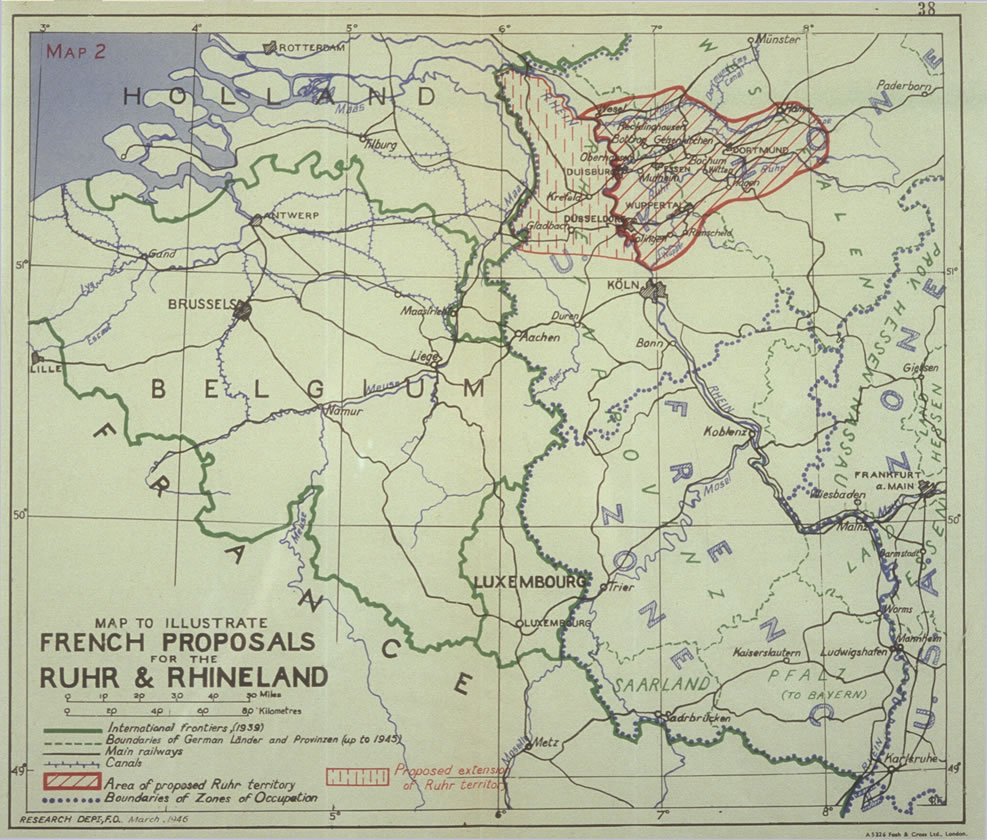
Según un borrador francés no realizado del 11 de marzo de 1946, la zona del Ruhr y el Bajo Rin adyacente (“Ruhr-Rhénanie”) debían ser colocados bajo un régimen especial de ocupación aliada.

Al final de la Segunda Guerra Mundial, los aliados se enfrentaron nuevamente a la cuestión de cómo aprovechar el potencial económico y tecnológico del Rin y el Ruhr. La cuestión del Ruhr ocupó el primer lugar en las consideraciones francesas sobre el futuro de Alemania. La zona industrializada del Rin y del Ruhr, que la propaganda nacionalsocialista había promocionado como la “fábrica de armas del Reich”, también representaba para Francia al final de la Segunda Guerra Mundial mucho más que una simple zona industrial, sino “el símbolo del poder alemán y la fuente de la humillación francesa".  Ya el 5 de febrero de 1945, el jefe de gobierno provisional de Francia, Charles de Gaulle, planteó en un discurso radiofónico la idea de separar la "cuenca del Ruhr" de un posible futuro Estado alemán -o de los Estados alemanes-. En las conferencias aliadas en las que la cuestión del Ruhr estuvo cada vez más presente en el orden del día entre 1945 y 1949, fueron principalmente propuestas francesas las que se presentaron. En la Conferencia de Ministros de Asuntos Exteriores celebrada en Londres del 11 de septiembre al 2 de octubre de 1945, el Ministro de Asuntos Exteriores francés, Georges Bidault, hizo circular un memorando fechado el 13 de septiembre de 1945, en el que se afirmaba que Francia estaba considerando la separación de Renania y Westfalia, incluido el Ruhr, del Reich alemán como “indispensable para la protección de la frontera y como requisito previo esencial para la seguridad de Europa y el mundo”. Una consideración importante para los países franceses y vecinos de Europa occidental fue que sus economías recibían carbón y acero de las zonas del Ruhr y el Sarre para la reconstrucción que debía llevarse a cabo. En lo que respecta al sector siderúrgico, Francia pretendía, a través del Plan Monnet, ampliar la producción siderúrgica francesa e imponer un límite de capacidad a la producción siderúrgica alemana, al entender que no recibiría el consentimiento de los demás aliados para separar la zona industrial en el Rin y Ruhr. La Unión Soviética adoptó la posición de que la zona industrial del Rin y el Ruhr debería quedar bajo control aliado conjunto según el concepto de estatus de cuatro potencias. Sin embargo, la idea de que la Unión Soviética pudiera tener voz y voto en la zona industrial del Rin y el Ruhr, importante para la reconstrucción de Europa, disgustaba a los tres aliados occidentales. Las diferencias fundamentales de opinión, que provocaron tensiones entre la Unión Soviética y los aliados occidentales en ese momento sobre diversas cuestiones relacionadas con la reorganización de Europa y el mundo, provocaron la ruptura de los Aliados y condujeron al comienzo de la Guerra Fría.
El Ministro de Asuntos Exteriores británico, Ernest Bevin, era un acérrimo opositor de los planes de anexión francesa o de supremacía francesa en el Rin y el Ruhr. En un memorando fechado el 13 de junio de 1946, escribió sobre la cuestión del Ruhr con una mirada histórica a la ocupación del Ruhr de 1923 a 1925 y sus consecuencias para la República de Weimar: 

Finalmente, es imposible considerar esta cuestión sin hacer referencia al desastroso experimento del Ruhr de 1923, cuando los franceses intentaron poner en práctica planes similares a los que han propuesto ahora y por las mismas razones. Este experimento retrasó la recuperación de Europa después de la última guerra, precipitó la gran ola inflacionaria de 1923-25 y sofocó a la naciente República de Weimar y contribuyó así a allanar el camino del nacionalsocialismo. El hecho de que los franceses olviden este experimento en sus argumentos actuales es una prueba más de que, como resultado de sus experiencias a manos de los alemanes, no pueden considerar esta cuestión de una manera equilibrada y objetiva. Debido a que simpatizamos con los sufrimientos, no hay razón para que adoptemos la visión restaurada que resulta de ellos.

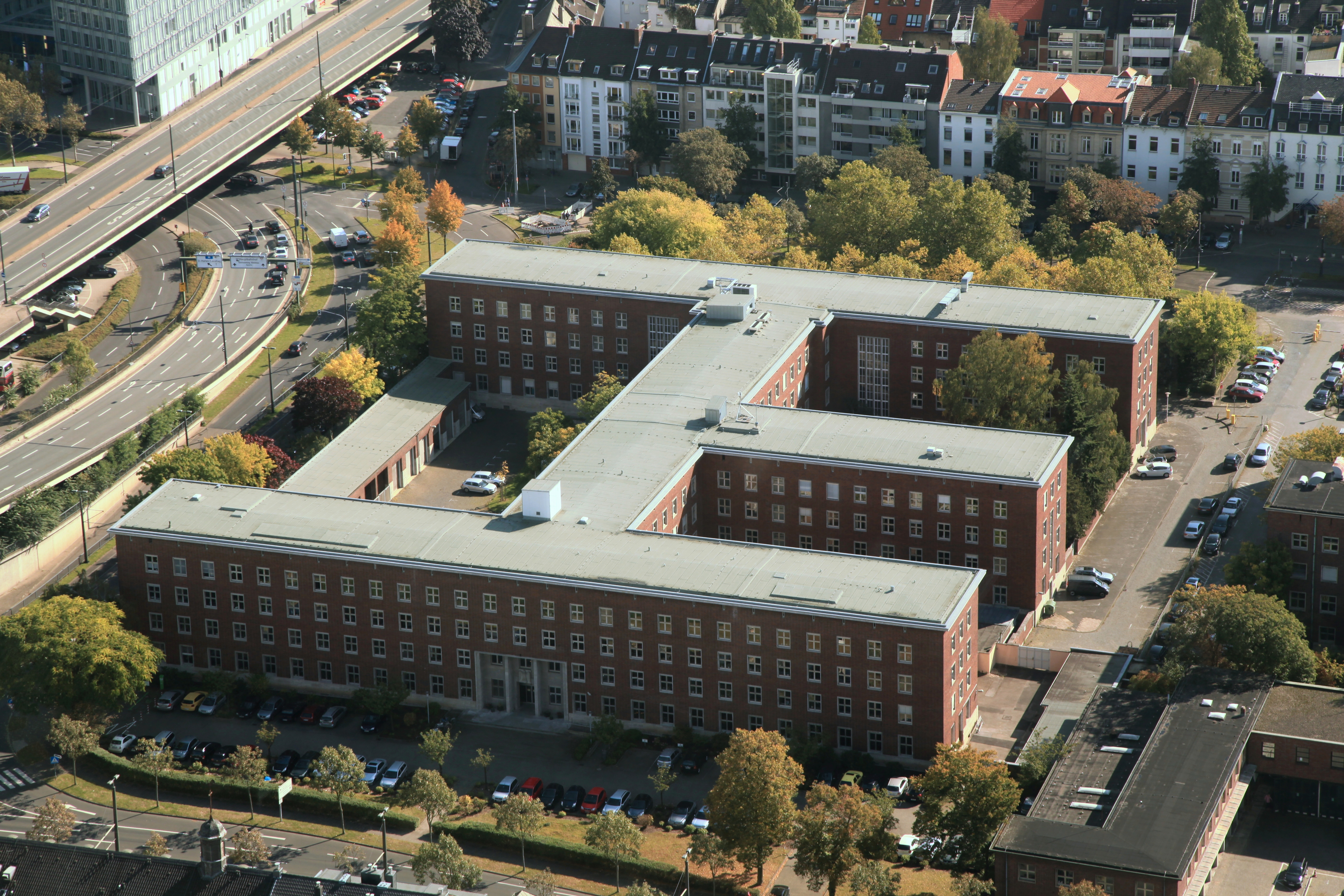
Atlantikhaus en el distrito gubernamental de Düsseldorf, sede de la Autoridad Internacional del Ruhr de 1949 a 1953, hoy Ministerio de Interior, Asuntos Municipales, Construcción y Digitalización del Estado federado de Renania del Norte-Westfalia

Porque la parte francesa a menudo encontró resistencia a sus propuestas para resolver la cuestión del Ruhr, especialmente por parte de los británicos (quienes, con la fundación del estado de Renania del Norte-Westfalia en 1946, inicialmente persiguieron su propio concepto, que, además de desmantelar, centrado en la socialización de la industria del carbón y del acero) y con los estadounidenses (que habían seguido una política de contención desde 1947 debido a la Doctrina Truman, tenían en mente los objetivos del Plan Marshall, rechazaban el desmantelamiento y se oponían a los esfuerzos de socialización de los británicos) En 1948 finalmente desarrolló la primera idea para un Autoridad Internacional para el Ruhr, que era una supervisión internacional y un acceso internacional al carbón y a los productos siderúrgicos del Rin y el Ruhr. Sin embargo, según este concepto, los soviéticos deberían quedar al margen y no tener supervisión. Esta idea formó luego la base para futuras discusiones entre los aliados occidentales. Sólo después de que la cuestión del Ruhr se resolviera fundamentalmente entre Francia, el Reino Unido y los Estados Unidos en la Conferencia de las seis Potencias en Londres en 1948, cuando acordaron desarrollar conjuntamente un concepto para una autoridad internacional que proporcionaría acceso internacional al carbón alemán y se suponía que el mercado del acero garantizaría, con el posterior Estatuto del Ruhr, el camino también estaba despejado para el siguiente paso conjunto: la creación de una base legal para el establecimiento de un gobierno central alemán en Alemania Occidental de acuerdo con los Documentos de Frankfurt.  El Estatuto del Ruhr tomó forma concreta en 1949 y condujo al establecimiento de la Autoridad Internacional del Ruhr (Autoridad Internacional del Ruhr, Autorité Internationale de la Ruhr) en Düsseldorf. La autoridad controlaba alrededor de 40 % de la producción industrial alemana. El Consejo Parlamentario rechazó el Estatuto del Ruhr por considerarlo discriminatorio. Karl Arnold, primer ministro de Renania del Norte-Westfalia, acordó con los demás primeros ministros de los estados alemanes aceptar el Estatuto del Ruhr con la condición de que los demás centros industriales mineros de Europa occidental también estuvieran sujetos al mismo control. Esta condición aún no se cumplía en el Estatuto del Ruhr, pero surgieron discusiones sobre el desarrollo de una unión económica entre los países europeos.  Con el Acuerdo de Petersberg, el primer gobierno federal de Konrad Adenauer aceptó el Estatuto del Ruhr  y en diciembre de 1949 tres miembros con derecho a voto se unieron al Consejo de la Autoridad Internacional del Ruhr. Esto sentó las bases para un mayor desarrollo de las consideraciones en forma del Plan Schuman de 1950, que a su vez sirvió de base para la fundación de la Comunidad Europea del Carbón y del Acero en 1951. La posterior idea oficial francesa de que debía producirse un cambio radical de dirección en la política francesa del Ruhr y que había que crear una “estructura europea” ya estaba expuesta en un memorando que Jean Monnet había escrito en Argel el 5 de agosto de 1943.  Se preveía una etapa preliminar en el camino hacia el método comunitario de la posterior Unión Europea.

## Interpretación histórica
La flexibilidad de Francia en la política del Ruhr y de Alemania después de la Segunda Guerra Mundial y el cambio hacia una "comunalización" de la industria del carbón y del acero, que abrió el Plan Schuman, se explica por un proceso cognitivo por parte francesa. Francia se dio cuenta gradualmente de que su dura política alemana, que había mostrado hacia la República de Weimar bajo su ministro de Asuntos Exteriores, Raymond Poincaré, en última instancia sólo le había perjudicado a sí misma y, por tanto, había fracasado. Además, el cambio de paradigma en la política exterior francesa se explica por el interés francés en el Plan Marshall. Para poder financiar su propia reconstrucción con fondos de este plan, Francia tuvo que aceptar el rumbo político de integración de Alemania Occidental, que Estados Unidos en particular estableció como parte de su política de contención.  